# Премия «Давид ди Донателло» за лучшую песню

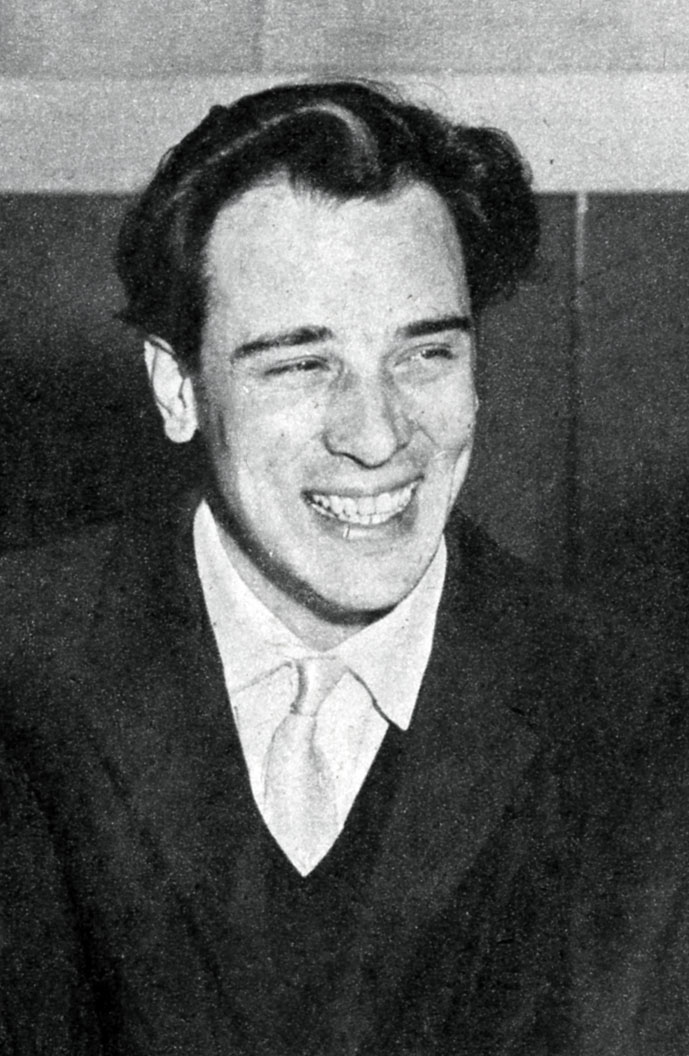
Риц Ортолани — первый автор, получивший награду в 1987 году.

Премия «Давид ди Донателло» за лучшую песню (итал. David di Donatello per la migliore canzone originale) — один из призов национальной итальянской кинопремии «Давид ди Донателло». Вручается ежегодно с 1987 года.

## Список лауреатов и номинантов

### 1980-е
- 1987:
  - Regalo di Natale исполнители Риц Ортолани — Рождественский подарок

- 1989:
  - Felicità исполнители Лучо Далла и Мауро Малавази — Шелест воробьиных крыльев
  - O re исполнители Луиджи Маньи, Мауро Пагани, Никола Пьовани — o Re

### 1990-е
- 1990:
  - 'A Città 'E Pulecenella исполнители Клаудио Маттоне — Беспризорники

### 2000-е
- 2005
  - Christmas in love исполнители Марва Ян Мэрроу и Тони Ренис — Любовь на Рождество
  - Fame chimica — Химический голод
  - Gioia e rivoluzione — Работать с лентяйкой
  - Manuale d’amore исполнители Паоло Буонвино — Учебник любви
  - Ma quando arrivano le ragazze? исполнители Риц Ортолани — Когда же придут девчонки?

- 2006
  - Insieme a te non ci sto più исполнители Катерина Казелли — Прощай любимая
  - Forever Blues исполнители Лино Патруно — Forever Blues
  - I giorni dell’abbandono исполнители Горан Брегович — Дни одиночества
  - Solo per te исполнители Джулиано Санджорджи — Лихорадка
  - You Can Never Hold Back Spring исполнители Том Уэйтс и Кэтлин Бреннан — Тигр и снег

- 2007
  - La paranza и Mi persi исполнители Даниеле Сильвестри — Ночной автобус
  - Fascisti su Marte исполнители Коррадо Гуццанти — Фашисты на Марсе
  - Eppure sentire (un senso di te) исполнители Паоло Буонвино, Элиза Тоффоли — Учебник любви: Истории
  - Passione исполнители Неффа — Сатурн в противофазе
  - Centochiodi исполнители Паоло Фрезу — Сто гвоздей

- 2008
  - L’amore trasparente исполнители Ивано Фоссати — Тихий хаос
  - Senza fiato исполнители Паоло Буонвино, Джулиано Санджорджи и Долорес О'Риордан — Железобетон
  - Amore fermati исполнители Gorni, Zapponi, Terzoli — И думать забудь, Джонни!
  - L’arrivo a Milano исполнители Пино Донаджо — Милан-Палермо: Возвращение
  - Tear Down These Houses исполнители Скин, Андреа Гуэрра — Говори со мной о любви
  - La rabbia исполнители Луис Бакалов — Ярость

- 2009
  - Herculaneum исполнители Роберт дель Найа и Нил Дэвидж — Гоморра
  - Il cielo ha una porta sola исполнители Бьяджо Антоначчи — Экс
  - Piangi Roma — исполнители Baustelle feat. Валерия Голино — Джулия не ходит на свидания вечером
  - Per fare a meno di te исполнители Джорджия — Только отец
  - Senza farsi male исполнители Кармен Консоли — Человек, который любит

### 2010-е
- 2010
  - Baciami ancora исполнители Джованотти — Поцелуй меня ещё раз
  - Angela исполнители Кекко Дзалоне — Я падаю с облаков
  - 21st Century Boy исполнители Bad Love Experience — Первое прекрасное
  - Sogno исполнители Патти Право — Холостые выстрелы
  - Canzone in prigione — Марлен Кунц — Все свободны

- 2011
  - Mentre dormi исполнители Макс Гадзе и Джимми Сантуччи — Базиликата: От побережья к побережью
  - L’amore non ha religione исполнители Кекко Дзалоне — Какой прекрасный день
  - Immaturi исполнители Алекс Бритти — Незрелые
  - Capocotta Dreamin' — Маурицио Филардо (музыка), Массимилиано Бруно и Марко Кониди (текст) — Секс – за деньги, любовь – бесплатно
  - Qualunquemente исполнители Peppe Voltarelli, Сальваторе Де Сиена, Америго Сирианни (музыка), Антонио Альбанезе и Пьеро Гуеррера (текст) — Ну да ладно

- 2012
  - If It Falls, It Falls исполнители Дэвид Бирн (музыка) и Уилл Олдем (текст), играет Майкл Браннок — Где бы ты ни был
  - Sometimes исполнители Умберто Шипионе (музыка) и Алессия Шипионе (текст), играет Алессия Шипионе — Добро пожаловать на Север
  - Gitmem daha исполнители Сезен Аксу и Паскуале Каталано (музыка), Йылдырым Тюркер (текст), играет Сезен Аксу — Присутствие великолепия
  - Therese исполнители Гаэтано Куррери и Андреа Форнили (музыка), текст Анджелика Карония, Гаэтано Куррери и Андреа Форнили (текст), исполняет Анджелика Понти — Стоя в раю
  - Scialla! исполнители Amir Issaa и Caesar Productions (музыка, текст и интерпретация) — Ништяк!

- 2013
  - Tutti i santi giorni исполнители Симоне Ленци, Антонио Барди, Джулио Помпони, Валерио Гризелли, Маттео Пасторелли, Даниеле Каталуччи, играет Вирджиния Миллер — Каждый божий день
  - Fare a meno di te исполнители Джанлука Мизити (музыка) и Лаура Марафиоти (музыка и текст), играет La Elle — Здравствуй, папа
  - Novij den исполнители Мауро Пагани, играет Дариана Коуманова — Сибирское воспитание
  - La vita possibile исполнители Роберто Пискьютта и Альдо Де Скальци (музыка) и Франческо Ренга (текст) — Раса ублюдков
  - Twice Born исполнители Артуро Аннеккино, играет Анджелика Понти — Рождённый дважды

- 2014
  -  'A verità музыка Francesco Liccardo, Rosario Castagnola, Sarah Tartuffo testi di Alessandro Nelson Garofalo, Rosario Castagnola играет Franco Ricciardi — Песни, мафия, Неаполь
  - Smetto quando voglio музыка — Domenico Scardamaglio, играет — Scarda — Захочу и соскочу
  - I’m sorry музыка и текст — Giacomo Vaccai, играет — Jackie O’S Farm — Цена человека
  - A malìa музыка — Dario Sansone, играет — Foja — L’arte della felicità
  - Tosami lady музыка и текст — Santi Pulvirenti, играет — Domenico Centamore — Мафия убивает только летом
  - Dove cadono i fulmini музыка, текст и исполнение — Erica Mou — Небольшой бизнес на юге